# 壯圍鄉游氏家廟追遠堂
壯圍鄉游氏家廟追遠堂為宜蘭地區少數僅存家廟之一。2005年4月6日公告為縣定古蹟。

## 歷史背景
清道光末年，游姓十一世祖寬義公派下九大房子孫，有感先人自唐山來台，渡海墾荒，拓置田園，應將其精神流傳亙古，以為萬年之基，遂創祖厝於噶瑪蘭壯圍堡六結庄，當時為田寮乙座，光緒時，為火所焚，族人乃易木修建；1912年以後，因逢歲必修，為長久之計，故於癸亥年建磚造祠堂迄今。

## 建築特色
祠廟外牆為磚造洗石子，內壁貼磁磚，桁架保存完整且雕（畫）工精美，其勾簷畫角，正身護龍，皆名師之手，為宜蘭地區少數僅存家廟之一。

## 古蹟指定理由
其興建顯現其宗教族拓荒精神，雖經修建，不失其歷史傳承意養，建築本體雕、畫工精美，為宜蘭地區少數僅存之宗廟。

## 引用資料
1. ↑  . 文化部文化資產局. （原始内容存档于2019-06-10）.